# トリシャー・クリシュナン
トリシャー・クリシュナン（Trisha Krishnan、1983年5月4日 - ）は、インドのタミル語映画、テルグ語映画で活動する女優。1999年にミス・チェンナイで優勝して注目を集め、その後女優に転身して様々な映画賞を受賞した。南インド映画での人気の高さから「南インドの女王（Queen of South India）」、「サウス・クイーン（The South Queen）」とも呼ばれており、『ザ・タイムズ・オブ・インディア』は彼女をタミル語映画のトップ女優の一人に挙げている。2006年にはタミル語映画における貢献を認められ、カライマーマニ賞を授与された。

## 生い立ち
1983年5月4日、マドラスに暮らすパーラッカド・アイヤルの夫婦（クリシュナン・アイヤル、ウマ・アイヤル）の娘として生まれる。トリシャーはマドラスの学校を卒業し、エティラージ女子大学に進学して経営学の学位を取得した。卒業後はモデル活動を始め、雑誌やテレビコマーシャルの仕事をこなした。1999年にミス・サレム美人コンテストで優勝し、同年にミス・チェンナイでも優勝している。2001年にはフェミナ・ミス・インドに出場してビューティフル・スマイル賞を受賞している 。
トリシャーは元々犯罪心理学者を目指していたため、女優の道に進むことを躊躇していたという。2000年にファールグニー・パータクのミュージックビデオ「Meri Chunar Udd Udd Jaye」にアーイシャー・ターキヤーの友人役として出演し、その後にプリヤダルシャンから『Lesa Lesa』への出演を依頼されたことをきっかけに女優の道に進むことを決意した。在学中は過密スケジュールの影響で学業に支障をきたしており、夏季講習に参加して学業の遅れを取り戻していたという。

## キャリア

### 1999年 - 2003年
1999年に『Jodi』でシムランの友人役を演じ、女優デビューした。なお、最初に撮影に参加した作品はプリヤダルシャンの『Lesa Lesa』であり、同作の宣伝ポスターに姿が掲載されたことをきっかけに『Enakku 20 Unakku 18』への出演オファーを受けた。しかし、両作とも公開が大幅に遅れたため、スーリヤと共演した『Mounam Pesiyadhe』が先に公開された。同作は興行的に一定の成功を収め、トリシャーは「キラキラした瞳と魅力的な態度を持ち、間違いなく新しい発見だった」と評価され、同時に吹き替えを担当したサヴィタ・ラーダクリシュナンも高い評価を受け、これ以降トリシャーの吹き替えを定期的に担当するようになった。『Manasellam』では癌患者役を演じているが、公開時は世間の注目を集めることはなかった。
2003年に『Saamy』でヴィクラムと共演し、柔和な性格のバラモン階級の女性を演じた。同作の演技は批評家から「魅力的な官能的で、グラマラスに映っている」、「とても可愛らしく、役柄にマッチしている」と批評されている。また、同作は2003年公開のタミル語映画で最も興行的に成功した作品となり、トリシャーには複数の大作映画のオファーが入るようになった。同年5月には公開が遅れていた『Lesa Lesa』が上映され、1998年公開のマラヤーラム語映画『Summer in Bethlehem』をリメイクした『Lesa Lesa』は批評家から好意的な評価を得たが、同年9月に出演した『Alai』は興行的に失敗している。同年12月には『Enakku 20 Unakku 18』が公開され、興行成績は芳しくなかったものの、映画音楽と映像は高く評価され、トリシャーのキャリアを後押しすることになった。

### 2004年 - 2008年

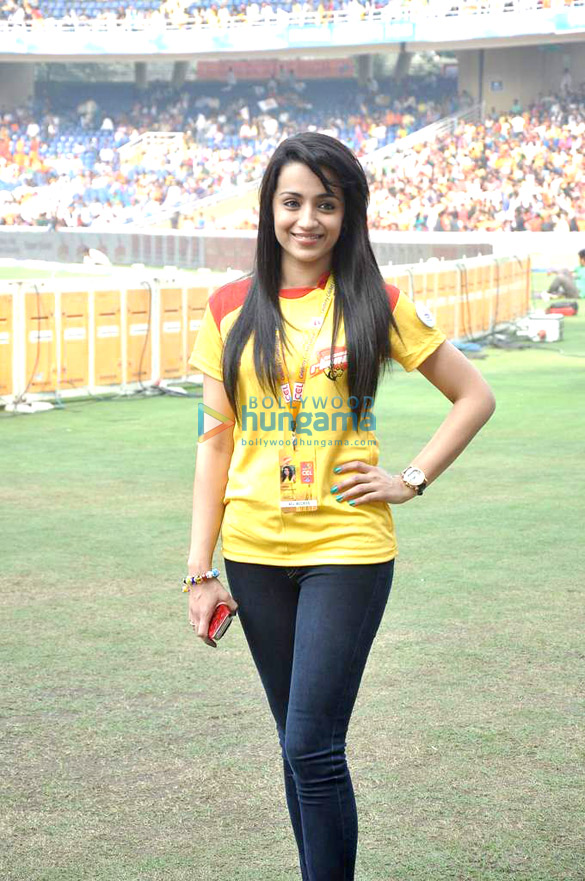
DYパティル・スタジアムで開催されたセレブリティ・クリケットでのトリシャー・クリシュナン（2014年）

2004年に『Varsham』でテルグ語映画デビューし、テルグ語圏で人気を集めた。同作では父の求めに応じて女優を目指す中産階級の女性を演じ、批評家から「彼女の美しく自然体の演技は、間違いなく映画にとってプラスとなった」、「スクリーンで絶対的な存在感を放つ女優に変身した」、「彼女のフレッシュで気品ある振る舞いに対し、思わず薔薇を贈りたくなる」と批評されている。映画は175日間以上上映され、2004年公開のテルグ語映画で最も興行的な成功を収めた作品の一つとなった。トリシャーは同作の演技でフィルムフェア賞 テルグ語映画部門主演女優賞、サントーシャム南インド映画賞 主演女優賞を受賞している。同作は2005年にタミル語でリメイクされ『Mazhai』が製作され、トリシャーは同じ役でオファーを受けたが、辞退している。同年4月には『Ghilli』でヴィジャイと共演し、トリシャーはヴィジャイ演じるカバディ選手に命を救われる女性を演じたが、批評家からは「ヴィジャイとプラカーシュ・ラージの陰に隠れて印象に残らない役だった」と指摘されている。同作は175日間上映され、2004年公開のタミル語映画で最も興行的な成功を収めた作品の一つとなった。同年5月にはマニラトナムの『Aayutha Ezhuthu』でシッダールト、R・マーダヴァン、スーリヤと共演して好意的な評価を得たものの、興行成績は振るわなかった。
2005年は『Thirupaachi』『Aaru』に出演したが、両作とも物語における役割は小さなものだった。両作のうち、『Thirupaachi』は興行的な成功を収めている。プラブデーヴァーの『Nuvvostanante Nenoddantana』ではシッダールトと共演し、村娘シリ役を演じたトリシャーはフィルムフェア賞テルグ語映画部門主演女優賞、ナンディ賞 主演女優賞を受賞した。また、批評家からは「とにかく素晴らしい。柔和な外見、無邪気な顔、そして伝統的なテルグ衣装は観客を楽しませてくれる」、「シリ役は彼女のキャリア中で最高の役であり、終始素晴らしいものだった」と評価されており、映画自体もフィルムフェア賞 南インド映画部門で主演女優賞を含めて8部門を受賞し、興行的にも成功を収めている。テルグ語映画『Athadu』ではマヘーシュ・バーブと共演し、トリシャーはフィルムフェア賞テルグ語映画部門主演女優賞にノミネートされ、映画は批評的・興行的成功を収めた。また、タミル語でリメイクされた『Nandhu』でも同じ役として出演している。その後に出演した『Ji』『Aathi』は批評家から酷評され、興行的にも失敗している。
2006年は『Pournami』に出演し、プロデューサーを務めたM・S・ラージュは『Varsham』『Nuvvostanante Nenoddantana』でのトリシャーの演技を高く評価しており、「これまでに仕事を共にした女優の中で最も才能があり、美しい女優の一人」と称賛している。また、『Nuvvostanante Nenoddantana』のタミル語リメイク作である『Unakkum Enakkum』ではジェヤム・ラヴィと共演し、興行的な成功を収めている。2006年はこのほかに『Stalin』『Sainikudu』に出演している。2007年は『Aadavari Matalaku Arthale Verule』でヴェンカテーシュ・ダッグバーティと共演し、批評家から好意的な評価を得ている。また、トリシャーはフィルムフェア賞テルグ語映画部門主演女優賞を受賞している。2008年は『Bheemaa』『Kuruvi』に出演したが、両作とも興行的には失敗している。一方、ラヴィ・テージャと共演したテルグ語映画『Krishna』は興行的な成功を収め、プラバースと共演した『Bujjigadu』も一定の成功を収めている。続けて出演した『Abhiyum Naanum』ではタミル・ナードゥ州映画賞 特別賞を受賞し、『King』も興行的な成功を収めている。

### 2009年 - 2017年
2009年に出演した『Sarvam』『Sankham』は興行的に振るわず、2010年に出演した『Vinnaithaandi Varuvaayaa』ではトマス派教徒のマラヤーリ女性を演じ、興行的に成功を収めた。同作ではトマス派教徒のマラヤーリ女性とヒンドゥー教徒のタミル人男性の恋愛を題材にし、宗教的な立場の違いにより困難に直面する2人の姿が描かれている。トリシャーの演技は批評家から絶賛され、ヴィジャイ・アワード フェイバリット女優賞を受賞し、フィルムフェア賞 タミル語映画部門主演女優賞にノミネートされた。また、批評家からは「トリシャーの演技は驚くばかりだ。彼女は映画的なメイクを捨て去り、ナリーニ・シュリラームのシンプルな衣装に身を包んだ姿は輝かしいばかりだ」、「トリシャーはキャリアの中で最高の演技で我々をノックアウトさせた」と批評されている。テルグ語映画『Namo Venkatesa』に出演した後、『Manmadan Ambu』でカマル・ハーサン、R・マーダヴァンと共演した。『Khatta Meetha』でヒンディー語映画デビューしたが、批評家からは酷評され、興行成績は平均的な結果に終わっている。2011年に出演した『Teen Maar』『Mankatha』は興行的な成功を収め、特に『Mankatha』は2011年公開のタミル語映画で最も興行的に成功した作品となっている。
2012年は2本のテルグ語映画に出演し、『Bodyguard』ではヴェンカテーシュ・ダッグバーティと共演し、『Dammu』ではN・T・ラーマ・ラオ・ジュニアと共演した。2013年は『Samar』でヴィシャールと共演し、『Endrendrum Punnagai』ではジーヴァーと共演している。トリシャーは『Endrendrum Punnagai』の演技でフィルムフェア賞タミル語映画部門主演女優賞にノミネートされた。また、『Rambha Urvasi Menaka』『Kannaale Kannan』の出演契約を結び撮影が開始されたが、2013年に企画が中止されている。2014年に『Power』でカンナダ語映画デビューし 、2015年は『Yennai Arindhaal』に出演している。

### 2016年 - 現在

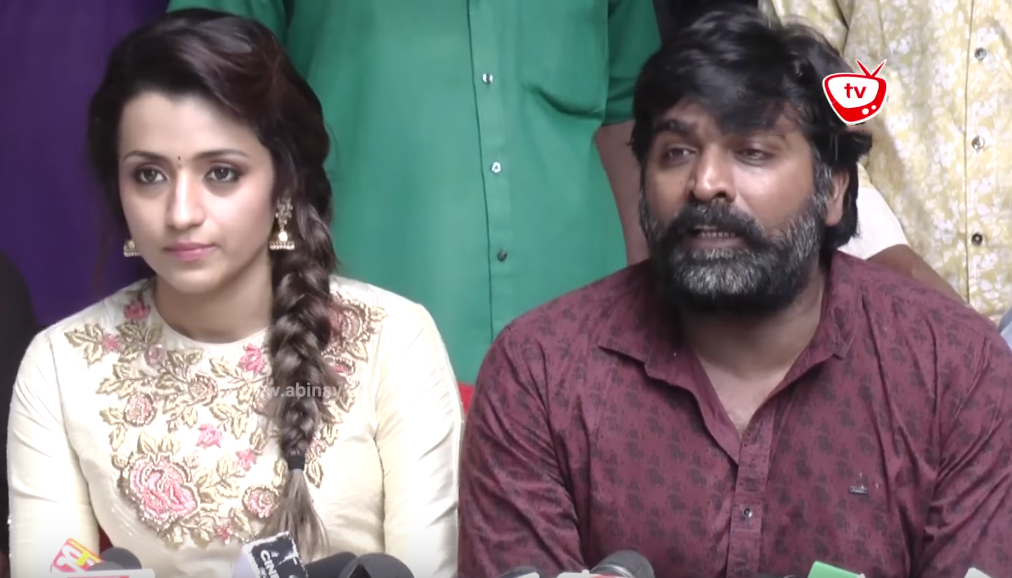
『'96』プロモーション中のトリシャー・クリシュナン、ヴィジャイ・セードゥパティ（2017年）

2016年にダヌシュと共演した『Kodi』は興行的な成功を収め、フィルムフェア賞 タミル語映画部門審査員選出女優賞を受賞し、フィルムフェア賞タミル語映画部門主演女優賞にノミネートされた。2017年は『Aranmanai 2』に出演し、2018年には『Hey Jude』でマラヤーラム語映画デビューした。同年10月には『'96』でヴィジャイ・セードゥパティと共演して批評家から高い評価を得ており、『インディア・トゥデイ』のジャーナニ・Kは「トリシャーのキャリアの中で最高の演技」と絶賛し、トリシャーはフィルムフェア賞タミル語映画部門主演女優賞、南インド国際映画賞 タミル語映画部門主演女優賞、エジソン賞 主演女優賞、ノルウェー・タミル映画祭賞 主演女優賞、アーナンダ・ヴィカタン映画賞 主演女優賞を受賞している。2019年に『ペーッタ』でラジニカーントと共演し、2021年には60本目の出演作となる『Paramapadham Vilayattu』に出演した。2022年は『PS1 黄金の河』に出演して批評家から高い評価を得ており、同年12月には『Raangi』に出演している。2023年は『PS2 大いなる船出』『Leo』に出演している。

## 映画以外の活動
トリシャーは動物愛好家として知られ、PETAの親善大使を務めている。2010年には同団体と共同で声明を発表し、血統書付きの外国産犬種ではなく国内にいる野良犬の保護・飼育を優先するように訴えた。彼女の活動に対して、PETAは野良犬の保護を訴えたことを称賛する感謝状を贈っている。2017年にはUNICEFから「セレブリティ・アドボケート」の称号を与えられ、青少年の権利擁護活動にも携わるようになった。
ラーニー・ムカルジーの後任としてファンタ・インディアのブランド大使を務めているほか、Scooty Pep+やITCのブランド大使も務めている。2011年にはアシン・トーットゥンカルの後任としてフェアリーヴァー・フェアネス・クリームのコマーシャルに出演し、このほかにランバクシー・ラボラトリーズやアーバブライズなど複数の商品のエンドーサーとして知られている。

## 私生活
トリシャーは母、祖母と共にチェンナイで暮らしており、父は2012年に死別している。彼女はタミル語、ヒンディー語、英語、フランス語話者である。母ウマ・アイヤルはトリシャーに同行する形でイベントやコマーシャルメッセージなどで何度も娘と共演しており、そのためカマル・ハーサンを始めとするタミル語映画界の監督から出演オファーを受けることもあるが、トリシャーのキャリアを優先してオファーを断り続けているという。
2015年1月23日にチェンナイ在住の実業家ヴァルン・マニアンとの婚約を発表したが、同年5月に婚約を解消したことを明かしている。

## メディア・イメージ

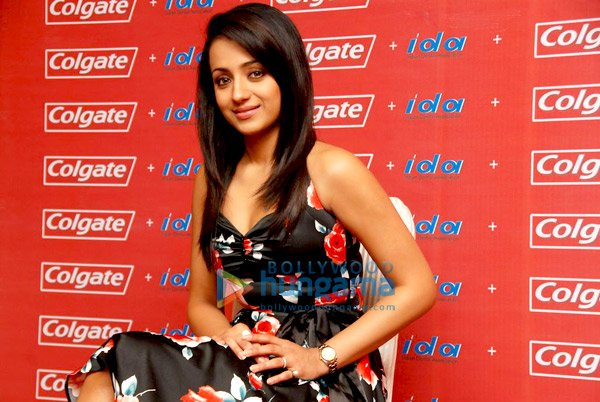
トリシャー・クリシュナン（2014年）

トリシャーはタミル語映画、テルグ語映画で最も人気のある女優の一人である。また、南インド映画界で最も出演料が高額な女優の一人としても知られている。彼女について『インディアン・エクスプレス』は「南インドのトップ女優」、Rediff.comは「南インド最大のセンセーション」、『フィルムフェア』は「トリシャーは絶えずブロックバスター映画に出演し、愛らしいキャラクターを演じることで観客からの人気を保ち続けている」、『ザ・ヒンドゥー』は「彼女は20年もの間、主演女優として活躍し、その実力と興行面での価値を証明し続けてきた」、『ヴェルヴ』は「トリシャーはレガシー・メーカーだ。彼女は作家たちに愛される人気者となった」とそれぞれ評価している。また、Rediff.comが選ぶ「タミル女優トップ5」では第3位（2006年）、第4位（2008年）、第2位（2010年）、第3位（2016年）にランクインしており、「テルグ女優トップ5」では第1位（2007年）、第2位（2008年）にランクインしている。2018年には「話題のタミル女優」で第5位にランクインしている。

## フィルモグラフィー

### 長編映画
| 年   | 作品                             | 役名                               | 言語           | 備考                                                 |
| ---- | -------------------------------- | ---------------------------------- | -------------- | ---------------------------------------------------- |
| 1999 | Jodi                             | ガーヤトリの友人                   | タミル語       |                                                      |
| 2002 | Mounam Pesiyadhe                 | サンディヤ                         | タミル語       |                                                      |
| 2003 | Manasellam                       | マラル                             | タミル語       |                                                      |
| 2003 | Saamy                            | ブーヴァナ                         | タミル語       |                                                      |
| 2003 | Lesa Lesa                        | バーラマニ                         | タミル語       |                                                      |
| 2003 | Alai                             | メーラ                             | タミル語       |                                                      |
| 2003 | Enakku 20 Unakku 18              | プリーティ                         | タミル語       |                                                      |
| 2003 | Nee Manasu Naaku Telusu          | プリーティ                         | テルグ語       |                                                      |
| 2004 | Varsham                          | シャイラジャー                     | テルグ語       | フィルムフェア賞テルグ語映画部門主演女優賞受賞       |
| 2004 | Ghilli                           | ダナラクシュミ                     | タミル語       |                                                      |
| 2004 | Aayutha Ezhuthu                  | メーラ                             | タミル語       |                                                      |
| 2005 | Thirupaachi                      | スーバ                             | タミル語       |                                                      |
| 2005 | Nuvvostanante Nenoddantana       | シリ                               | テルグ語       | フィルムフェア賞テルグ語映画部門主演女優賞受賞       |
| 2005 | Ji                               | ブーヴァナ                         | タミル語       |                                                      |
| 2005 | Athadu                           | プーリー                           | テルグ語       |                                                      |
| 2005 | Allari Bullodu                   | トリシャー                         | テルグ語       |                                                      |
| 2005 | Aaru                             | マハ                               | タミル語       |                                                      |
| 2006 | Aathi                            | アンジャーリー                     | タミル語       |                                                      |
| 2006 | Pournami                         | ポールナミ                         | テルグ語       |                                                      |
| 2006 | Bangaram                         | バンガラムの恋敵                   | テルグ語       | 特別出演                                             |
| 2006 | Unakkum Enakkum                  | カヴィタ                           | タミル語       |                                                      |
| 2006 | Stalin                           | チトラ                             | テルグ語       |                                                      |
| 2006 | Sainikudu                        | ヴァララクシュミ                   | テルグ語       |                                                      |
| 2007 | Aadavari Matalaku Arthale Verule | キールティ                         | テルグ語       | フィルムフェア賞テルグ語映画部門主演女優賞受賞       |
| 2007 | Kireedam                         | ディヴィヤー                       | タミル語       |                                                      |
| 2008 | Krishna                          | サンディヤ                         | テルグ語       | フィルムフェア賞テルグ語映画部門主演女優賞ノミネート |
| 2008 | Bheemaa                          | チャールー                         | タミル語       |                                                      |
| 2008 | Velli Thirai                     | 本人役                             | タミル語       | カメオ出演                                           |
| 2008 | Kuruvi                           | デーヴィ/ラーダーデーヴィ          | タミル語       |                                                      |
| 2008 | Bujjigadu                        | メーガナー（チッティ）             | テルグ語       |                                                      |
| 2008 | Abhiyum Naanum                   | アビー                             | タミル語       | フィルムフェア賞タミル語映画部門主演女優賞ノミネート |
| 2008 | King                             | スラヴァニ                         | テルグ語       |                                                      |
| 2009 | Sarvam                           | サンディヤ                         | タミル語       |                                                      |
| 2009 | Sankham                          | マハラクシュミー                   | テルグ語       |                                                      |
| 2010 | Namo Venkatesa                   | プージャー                         | テルグ語       |                                                      |
| 2010 | Vinnaithaandi Varuvaayaa         | ジェシー                           | タミル語       | フィルムフェア賞タミル語映画部門主演女優賞ノミネート |
| 2010 | Ye Maaya Chesave                 | 本人役                             | テルグ語       | ゲスト出演                                           |
| 2010 | Khatta Meetha                    | ゲーナ                             | ヒンディー語   |                                                      |
| 2010 | Manmadan Ambu                    | アンブージャカーシー（ニーシャ）   | タミル語       |                                                      |
| 2011 | Teen Maar                        | メーラ・シャーストリ               | テルグ語       |                                                      |
| 2011 | Mankatha                         | サンジャナ                         | タミル語       |                                                      |
| 2012 | Bodyguard                        | キールティ                         | テルグ語       |                                                      |
| 2012 | Dammu                            | サティヤ                           | テルグ語       |                                                      |
| 2013 | Samar                            | ヤマ                               | タミル語       |                                                      |
| 2013 | Endrendrum Punnagai              | プリヤー                           | タミル語       | フィルムフェア賞タミル語映画部門主演女優賞ノミネート |
| 2014 | Power                            | プラシャーンティ                   | カンナダ語     |                                                      |
| 2015 | Yennai Arindhaal                 | ヘマニカ                           | タミル語       |                                                      |
| 2015 | Lion                             | マハラクシュミー                   | テルグ語       |                                                      |
| 2015 | Sakalakala Vallavan              | ディヴィヤー                       | タミル語       |                                                      |
| 2015 | Thoongaa Vanam                   | マリカ                             | タミル語       |                                                      |
| 2015 | Cheekati Rajyam                  | マリカ                             | テルグ語       |                                                      |
| 2015 | Bhooloham                        | シンドゥ                           | タミル語       |                                                      |
| 2016 | Aranmanai 2                      | アニタ                             | タミル語       |                                                      |
| 2016 | Nayaki                           | ガーヤトリ                         | テルグ語       | 「Bayam」の歌手兼務                                  |
| 2016 | Nayagi                           | ガーヤトリ                         | タミル語       | 「Bayam」の歌手兼務                                  |
| 2016 | Kodi                             | ルドラ                             | タミル語       | フィルムフェア賞タミル語映画部門審査員選出女優賞受賞 |
| 2018 | Hey Jude                         | クリスタル・アン・チャクラパランブ | マラヤーラム語 |                                                      |
| 2018 | Mohini                           | モーヒニ、ヴァイシュナヴィ         | タミル語       |                                                      |
| 2018 | '96                              | ジャーナキ・デーヴィ               | タミル語       | フィルムフェア賞タミル語映画部門主演女優賞受賞       |
| 2019 | ペーッタ                         | サロ                               | タミル語       |                                                      |
| 2021 | Paramapadham Vilayattu           | ガーヤトリ                         | タミル語       |                                                      |
| 2022 | PS1 黄金の河                     | クンダヴァイ王女                   | タミル語       |                                                      |
| 2022 | Raangi                           | タイヤル・ナヤギ                   | タミル語       |                                                      |
| 2023 | PS2 大いなる船出                 | クンダヴァイ王女                   | タミル語       |                                                      |
| 2023 | The Road                         | メーラ                             | タミル語       |                                                      |
| 2023 | Leo                              | サティヤ                           | タミル語       |                                                      |

### 短編映画
| 年   | 作品                     | 役名     | 言語     | 備考 | 出典            |
| ---- | ------------------------ | -------- | -------- | ---- | --------------- |
| 2020 | Karthik Dial Seytha Yenn | ジェシー | タミル語 |      | [ 116 ] [ 117 ] |

### ミュージックビデオ
| 年   | 曲名                       | 役名         | 歌手                     | アルバム                 | 出典    |
| ---- | -------------------------- | ------------ | ------------------------ | ------------------------ | ------- |
| 2000 | "Meri Chunar Udd Udd Jaye" | 絵の中の女性 | ファールグニー・パータク | Meri Chunar Udd Udd Jaye | [ 118 ] |

## 受賞歴
| 年                                | 部門                                             | 作品名                               | 結果       | 出典            |
| 栄典                              | 栄典                                             | 栄典                                 | 栄典       | 栄典            |
| --------------------------------- | ------------------------------------------------ | ------------------------------------ | ---------- | --------------- |
| 2006年                            | カライマーマニ賞                                 | N/A                                  | 受賞       | [ 8 ]           |
| フィルムフェア賞 南インド映画部門 |                                                  |                                      |            |                 |
| 2005年                            | テルグ語映画部門主演女優賞                       | 『Varsham』                          | 受賞       |                 |
| 2006年                            | テルグ語映画部門主演女優賞                       | 『Nuvvostanante Nenoddantana』       | 受賞       |                 |
| 2006年                            | テルグ語映画部門主演女優賞                       | 『Athadu』                           | ノミネート |                 |
| 2008年                            | テルグ語映画部門主演女優賞                       | 『Aadavari Matalaku Arthale Verule』 | 受賞       |                 |
| 2009年                            | テルグ語映画部門主演女優賞                       | 『Krishna』                          | ノミネート |                 |
| 2009年                            | タミル語映画部門主演女優賞                       | 『Abhiyum Naanum』                   | ノミネート |                 |
| 2011年                            | タミル語映画部門主演女優賞                       | 『Vinnaithaandi Varuvaayaa』         | ノミネート |                 |
| 2014年                            | タミル語映画部門主演女優賞                       | 『Endrendrum Punnagai』              | ノミネート |                 |
| 2017年                            | タミル語映画部門主演女優賞                       | 『Kodi』                             | ノミネート |                 |
| 2017年                            | タミル語映画部門審査員選出女優賞                 | 『Kodi』                             | 受賞       |                 |
| 2019年                            | タミル語映画部門主演女優賞                       | 『'96』                              | 受賞       |                 |
| 2024年                            | タミル語映画部門主演女優賞                       | 『PS1 黄金の河』                     | ノミネート | [ 119 ]         |
| 2024年                            | タミル語映画部門主演女優賞                       | 『PS2 大いなる船出』                 | ノミネート | [ 120 ]         |
| 南インド国際映画賞                |                                                  |                                      |            |                 |
| 2012年                            | 南インド映画若手女優賞                           | N/A                                  | 受賞       | [ 121 ]         |
| 2013年                            | 特別表彰                                         | N/A                                  | 受賞       | [ 122 ]         |
| 2014年                            | タミル語映画部門主演女優賞                       | 『Endrendrum Punnagai』              | 受賞       | [ 123 ] [ 124 ] |
| 2014年                            | ソーシャルメディアで最も人気のある南インド女優賞 | N/A                                  | 受賞       | [ 123 ] [ 124 ] |
| 2017年                            | タミル語映画部門悪役賞                           | 『Kodi』                             | 受賞       | [ 125 ]         |
| 2019年                            | タミル語映画部門主演女優賞                       | 『'96』                              | 受賞       | [ 126 ]         |
| 2019年                            | マラヤーラム語映画部門主演女優賞                 | 『Hey Jude』                         | ノミネート | [ 126 ]         |
| 2019年                            | マラヤーラム語映画部門審査員選出女優賞           | 『Hey Jude』                         | 受賞       | [ 126 ]         |
| 2023年                            | タミル語映画部門主演女優賞                       | 『PS1 黄金の河』                     | 受賞       | [ 127 ]         |
| 2024年                            | タミル語映画部門主演女優賞                       | 『Leo』                              | ノミネート | [ 128 ]         |
| IIFAウトサヴァム                  |                                                  |                                      |            |                 |
| 2024年                            | タミル語映画部門主演女優賞                       | 『PS2 大いなる船出』                 | ノミネート | [ 129 ]         |
| タミル・ナードゥ州映画賞          |                                                  |                                      |            |                 |
| 2009年                            | 特別賞                                           | 『Abhiyum Naanum』                   | 受賞       | [ 130 ]         |
| ヴィジャイ・アワード              |                                                  |                                      |            |                 |
| 2007年                            | フェイバリット女優賞                             | 『Unakkum Enakkum』                  | 受賞       |                 |
| 2008年                            | フェイバリット女優賞                             | 『Kireedam』                         | ノミネート |                 |
| 2009年                            | フェイバリット女優賞                             | 『Abhiyum Naanum』                   | ノミネート |                 |
| 2010年                            | フェイバリット女優賞                             | 『Sarvam』                           | ノミネート |                 |
| 2011年                            | フェイバリット女優賞                             | 『Vinnaithaandi Varuvaayaa』         | 受賞       |                 |
| 2011年                            | 主演女優賞                                       | 『Vinnaithaandi Varuvaayaa』         | ノミネート |                 |
| 2012年                            | フェイバリット女優賞                             | 『Mankatha』                         | ノミネート |                 |
| 2014年                            | フェイバリット女優賞                             | 『Endrendrum Punnagai』              | ノミネート |                 |
| アーナンダ・ヴィカタン映画賞      |                                                  |                                      |            |                 |
| 2019年                            | 主演女優賞                                       | 『'96』                              | 受賞       |                 |
| 2023年                            | 主演女優賞                                       | 『PS1 黄金の河』                     | ノミネート |                 |
| エジソン賞                        |                                                  |                                      |            |                 |
| 2011年                            | 主演女優賞                                       | 『Vinnaithaandi Varuvaayaa』         | 受賞       |                 |
| 2017年                            | 主演女優賞                                       | 『Kodi』                             | 受賞       |                 |
| 2019年                            | 主演女優賞                                       | 『'96』                              | ノミネート |                 |
| 2019年                            | フェイバリット女優賞                             | 『'96』                              | 受賞       |                 |
| 国際タミル映画賞                  |                                                  |                                      |            |                 |
| 2003年                            | 新人女優賞                                       | 『Lesa Lesa』                        | 受賞       | [ 131 ]         |
| ノルウェー・タミル映画祭賞        |                                                  |                                      |            |                 |
| 2019年                            | 主演女優賞                                       | 『'96』                              | 受賞       |                 |
| アジアネット映画賞                |                                                  |                                      |            |                 |
| 2016年                            | タミル女優賞                                     | 複数の出演作に対して                 | 受賞       |                 |
| 2019年                            | タミル女優賞                                     | 『'96』                              | 受賞       | [ 132 ]         |
| アジアヴィジョン賞                |                                                  |                                      |            |                 |
| 2019年                            | ディケイド女優賞                                 | 『'96』                              | 受賞       | [ 133 ]         |
| ナンディ賞                        |                                                  |                                      |            |                 |
| 2005年                            | 主演女優賞                                       | 『Nuvvostanante Nenoddantana』       | 受賞       | [ 134 ]         |
| サントーシャム南インド映画賞      |                                                  |                                      |            |                 |
| 2005年                            | 主演女優賞                                       | 『Varsham』                          | 受賞       | [ 135 ]         |
| CineMAA賞                         |                                                  |                                      |            |                 |
| 2005年                            | 主演女優賞                                       | 『Varsham』                          | 受賞       |                 |
| 2008年                            | 主演女優賞                                       | 『Aadavari Matalaku Ardhalu Verule』 | 受賞       |                 |
| スターダスト・アワード            |                                                  |                                      |            |                 |
| 2011年                            | 有望女優賞                                       | 『Khatta Meetha』                    | ノミネート | [ 136 ]         |